# Margarodera quadripunctata
Margarodera quadripunctata är en insektsart som beskrevs av Max Beier 1957. Margarodera quadripunctata ingår i släktet Margarodera och familjen vårtbitare. Inga underarter finns listade i Catalogue of Life.